# 석별
"석별"은 1976년 개봉한 멜로 드라마 장르의 대한민국 영화다.

## 제작진
- 감독 : 김시현
- 각본 : 유열
- 제작 : 김화식
- 촬영 : 유재형

## 출연진
- 이정길 : 주연
- 김윤경 : 주연
- 민지환 : 주연
- 하윤지
- 강문희
- 이예민
- 홍성중
- 최일
- 추봉
- 지계순

## 기타
- 원래 이 작품은 유열의 시나리오를 원작으로 한 것이나, 당시 인기를 얻고 있던 가수 홍민의 곡 "석별"과 영화의 제목이 같고, 가사와 영화의 내용도 비슷하여 노래의 작곡자인 정풍송이 이 영화의 음악을 담당하였다.[2]